# Sidi El Abed
Sidi El Abed (en àrab سيدي العابد, Sīdī al-ʿĀbid; en amazic ⵙⵉⴷⵉ ⵄⴰⴱⴷ) és una comuna rural de la província de Taounate, a la regió de Fes-Meknès, al Marroc. Segons el cens de 2014 tenia una població total de 12.505 persones.